# La Cornuta
La Cornuta, nome del progetto D.P. 47 (dall'anno della presentazione del prototipo della macchina), è la prima macchina per caffè a sviluppo orizzontale mai prodotta e nasce dalla collaborazione tra La Pavoni S.p.a. e il designer italiano Giò Ponti.
Il nuovo sistema operante nella macchina a sviluppo orizzontale prevede il prelievo della caldaia in pressione di sola acqua, fatta filtrare attraverso il caffè tramite un pistone spinto da una molla ad una pressione di 10 atmosfere. Il caffè non avrà più sapore di bruciato. 
Oltre all'innovazione tecnologica, la collaborazione con Giò Ponti porta alla produzione di un modello esteticamente all'avanguardia per l'epoca. La peculiarità estetica risiede nell'evidenza dei gruppi erogatori, che si stagliano dal corpo cilindrico del serbatoio e che le fanno guadagnare l'appellativo di La Cornuta. 
Il modello D.P. 47 riscuoterà un grande successo, scelta a Zurigo per la mostra "la forme perfaite" (la forma perfetta) nel suo anno di uscita sul mercato, farà bella mostra di sé sui banconi dei bar e in moltissime fiere.